# Jüdische Gemeinde Bonfeld

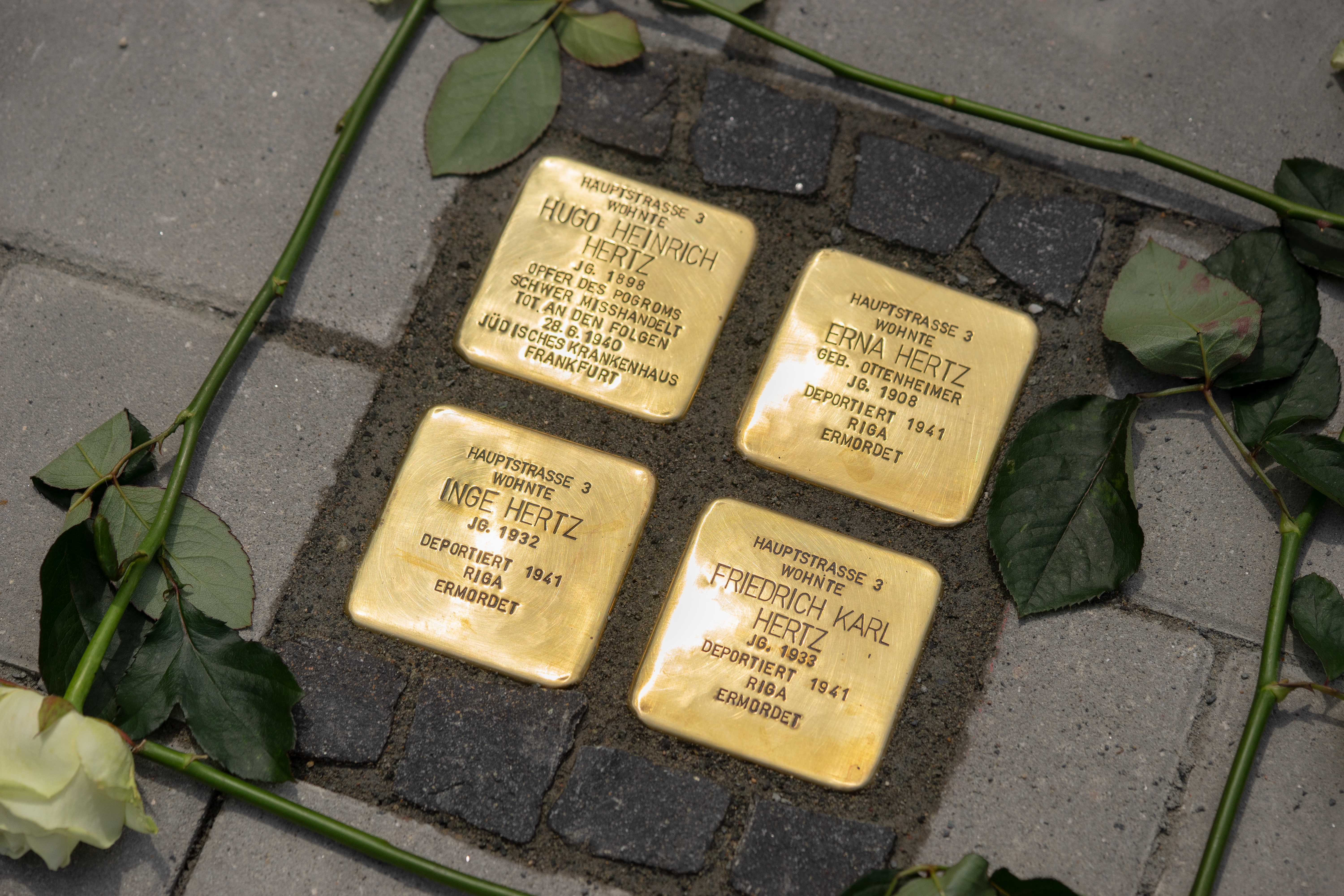
Stolpersteine für die von den Nationalsozialisten ermordete Familie Hertz in der Bonfelder Ortsmitte

Eine Jüdische Gemeinde in Bonfeld (heute ein Stadtteil von Bad Rappenau) bestand nach der Erwähnung einzelner Juden im 16. Jahrhundert wieder ab 1717 und nahm nach 1766 mit der Erlaubnis der Niederlassung von Judensöhnen rasch zu. 1780 wurde eine Synagoge erbaut, 1803 gab es eine erste Bonfelder Judenordnung. Ihre größte Mitgliederzahl hatte die Gemeinde um 1850 mit über 130 Personen, sie nahm danach durch Ab- und Auswanderung stark ab und erlosch zur Zeit des Nationalsozialismus, zu der über 20 Bonfelder Juden den Tod fanden.

## Geschichte

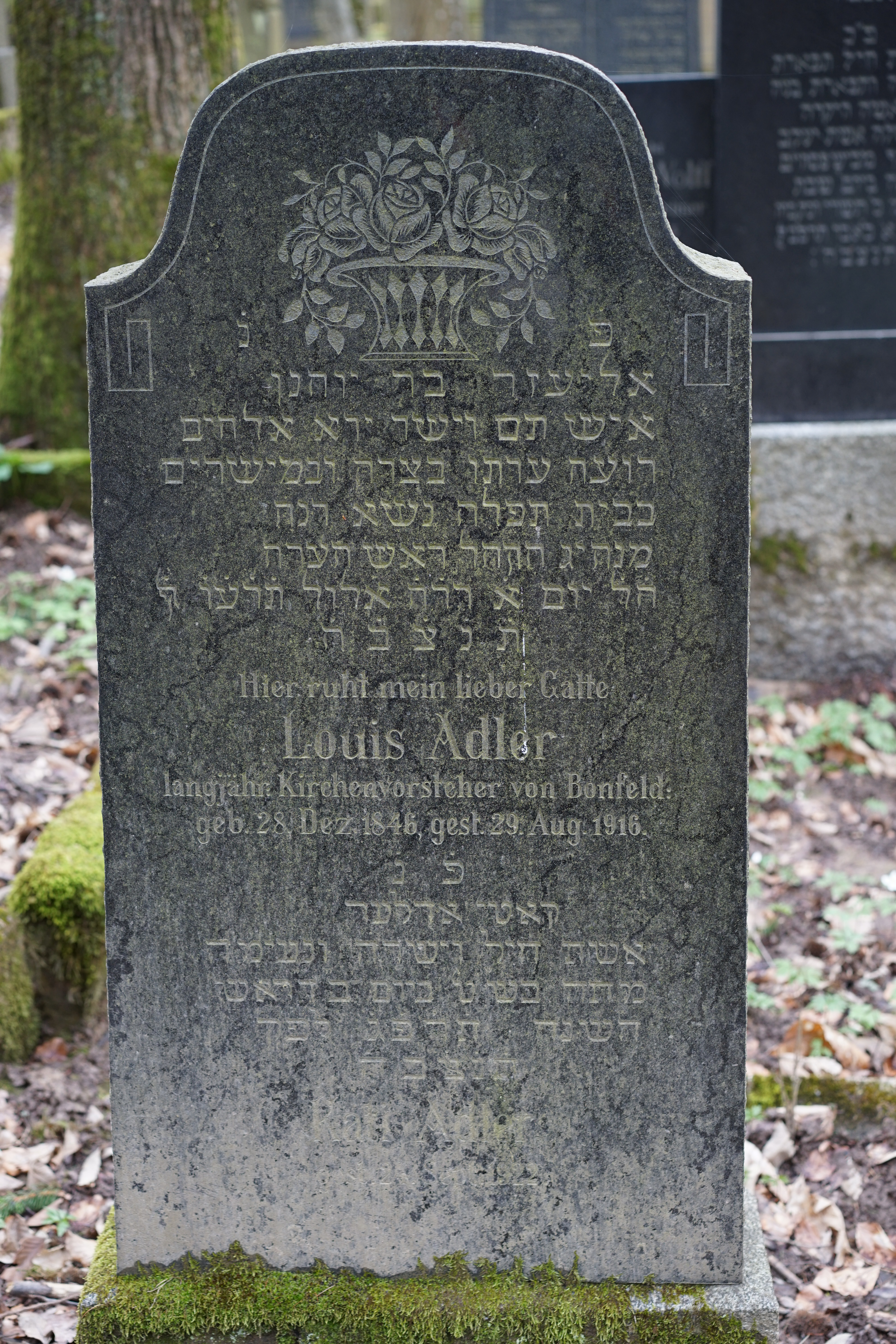
Grabsteine auf den jüdischen Friedhöfen bei Heinsheim und Waibstadt zeugen noch von dem jüdischen Einwohnern Bonfelds

In dem reichsritterschaftlichen, seit dem späten 15. Jahrhundert den Herren von Gemmingen gehörenden Ort Bonfeld lebende Juden werden bereits in der Wimpfener Judenordnung von 1598 genannt, aus dem 17. Jahrhundert gibt es jedoch keine Nachweise einer jüdischen Gemeinde. Erst 1717 werden mit Süßkind und Jodel wieder zwei in Bonfeld niedergelassene Juden genannt. 1765/66 gab es dort sechs jüdische Familien. Als danach auch Judensöhnen die Niederlassung in Bonfeld erlaubt wurde, stieg die Gemeindegröße rasch an. 1777/78 gab es zehn jüdische Familien, die 1780 eine kleine Synagoge errichteten. Das Begräbnis der Bonfelder Juden war auf dem großen jüdischen Friedhof bei Heinsheim oder auf dem jüdischen Friedhof bei Waibstadt.
1803 gab es bereits 15 jüdische Familien, deren „Unordnungen“ der Ortsherrschaft den Anlass zum Erlass der ersten Bonfelder Judenordnung vom 4. März 1803 gaben. Künftig wurde mit dem Judenschultheiß ein eigener Schultheiß für die jüdische Gemeinde aus deren Reihen eingesetzt.
Die Bonfelder Juden lebten, wie der größte Teil der Bevölkerung, in ärmlichen Verhältnissen. Nur etwa die Hälfte der Familien betrieb ein Gewerbe. Der Bonfelder Grundherr Carl von Gemmingen forderte 1820, dass in Bonfeld sich niederlassende Juden für mindestens 600 Gulden Güter erwerben sollten, um den Nachweis eines Mindestvermögens von 500 Gulden zu erbringen. Um 1830 wurde die israelitische Glaubensgemeinde Filiale der Jüdischen Gemeinde Massenbachhausen, später aber selbstständig. Um 1850 hatte die Gemeinde mit etwa 130 Personen ihre größte Ausdehnung erreicht, ging in der Folgezeit durch Ab- und Auswanderung jedoch zurück. Die Gründe für die starke Ab- und Auswanderung liegen gleichermaßen in der Armut der Landgemeinde als auch in den Gleichstellungsgesetzen, die Juden volle Bürgerrechte mit Freizügigkeit einräumten. 1886 waren es noch 53 Juden in Bonfeld, 1900 noch 44. Im frühen 20. Jahrhundert hatten sich die finanziellen Verhältnisse der Bonfelder Juden konsolidiert und die Gemeindegröße blieb annähernd konstant.
Der in Bonfeld geborene Unternehmer Albert Ottenheimer erbrachte 1929 eine Stiftung in Höhe von 10.000 Reichsmark, deren Zinserträge zu einem großen Teil an bedürftige Juden ausgezahlt werden sollten. Die Albert-Ottenheimer-Stiftung hat zwar den Zweiten Weltkrieg überdauert und 1946 nochmals Zahlungen geleistet, ihre Spur verliert sich jedoch mit der Währungsumstellung von 1948.

## Nationalsozialistische Verfolgung
1933 lebten 40 Juden in Bonfeld. In der Pogromnacht im November 1938 wurden jüdische Geschäfte beschädigt, die Synagoge demoliert und Bonfelder Juden misshandelt. Der 1936 nach Bonfeld gezogene Hugo Heinrich Hertz starb 1940 an den Folgen der Misshandlungen. Weitere Bonfelder Juden wurden noch 1938 für mehrere Wochen im KZ Dachau inhaftiert. Etwa der Hälfte der Bonfelder Juden gelang die rettende Auswanderung, die verbliebenen 20 Personen kamen während der Deportation deutscher Juden 1941/42 zu Tode.
Das Gedenkbuch des Bundesarchivs verzeichnet 22 jüdische Einwohner von Bonfeld, die dem Völkermord des nationalsozialistischen Regimes zum Opfer fielen.
Von den Baulichkeiten der jüdischen Gemeinde in Bonfeld hat sich lediglich das Schlachthaus in der Herbststraße 13 erhalten. Die Synagoge wurde bereits kurz nach der Beschädigung in der Pogromnacht verkauft und abgerissen.
1988 bemühte sich die Evangelische Kirchengemeinde Bonfeld um die Errichtung eines Gedenksteins am ehemaligen Standort der Synagoge, diese kam jedoch nicht zustande. Die damals entworfene Gedenktafel befindet sich heute im Foyer des Rathauses in Bad Rappenau. Als erstes Denkmal vor Ort in Bonfeld wurden 2018 am Anfang der Kirchhausener Straße vier Stolpersteine für die Mitglieder der Familie Hertz verlegt.

## Bürgerliche Namen
Folgende erbliche Familiennamen wurden von den Familienvorständen der Bonfelder Juden 1825 angenommen: Bamberger, Blumenthaler, Ottenheimer, Rosenthaler und Strasburger.

## Persönlichkeiten
- Albert Ottenheimer (1886–1985), deutscher Kaufmann, Unternehmer, Kunstsammler und Mäzen, der 1937 emigrieren musste.